# Libertas Trogylos Basket 1992-1993
La stagione 1992-1993 della Libertas Trogylos Basket è stata la settima consecutiva disputata in Serie A1 femminile.
Sponsorizzata dall'Isab Energy, la società siracusana si è classificata al sesto posto nella massima serie; ai play-off è stata eliminata nei quarti di finale.

## Verdetti stagionali
Competizioni nazionali
- Serie A1:

stagione regolare: 6º posto su 16 squadre (17-13);
play-off: eliminata nei quarti da Parma (0-2).
- Coppa Italia:

eliminata negli ottavi dal Puglia Bari (0-1).
Competizioni internazionali
- Coppa Ronchetti:

eliminato al terzo turno preliminare da Vigo (1-1).

## Rosa
| Giocatrici |
| ---------- |

| N° | Naz.                   | Ruolo | Sportivo               | Anno | Alt. |  |
| -- | ---------------------- | ----- | ---------------------- | ---- | ---- |  |
| 4  | Italia (bandiera)      | A     | Cristina Rivellini     | 1970 | 182  |  |
| 6  | Italia (bandiera)      | G     | Giovanna Granieri      | 1974 | 170  |  |
| 7  | Italia (bandiera)      | PG    | Susanna Bonfiglio      | 1974 | 178  |  |
| 8  | Italia (bandiera)      |       | Elvira Rosati          | 1974 |      |  |
| 10 | Italia (bandiera)      |       | Paola Piatta           | 1965 |      |  |
| 11 | Italia (bandiera)      |       | Raffaella Quattrocchio | 1974 |      |  |
| 12 | Italia (bandiera)      |       | Cinzia Genualdo        | 1968 |      |  |
| 13 | Stati Uniti (bandiera) |       | Connie Cole            | 1968 |      |  |
| 14 | Italia (bandiera)      | G     | Sofia Vinci            | 1966 | 175  |  |
| 15 | Bulgaria (bandiera)    | AC    | Polina Cekova          | 1968 | 193  |  |
|    | Italia (bandiera)      |       | Anna Ippoliti          | 1974 |      |  |

| Staff tecnico             |
| ------------------------- |
| Allenatore: Santino Coppa |

| Nella rosa della Coppa Ronchetti |
| -------------------------------- |

| N° | Naz.              | Ruolo | Sportivo       | Anno | Alt. |  |
| -- | ----------------- | ----- | -------------- | ---- | ---- |  |
|    | Italia (bandiera) |       | Roberta Gitani | 1963 |      |  |
|    | Italia (bandiera) |       | Michela Ninci  | 1974 |      |  |

| Giocatrici acquisite a stagione in corso |
| ---------------------------------------- |

| N° | Naz.                | Ruolo | Sportivo        | Anno | Alt. |  |
| -- | ------------------- | ----- | --------------- | ---- | ---- |  |
|    | Lettonia (bandiera) | AC    | Diāna Skrastiņa | 1972 | 187  |  |

| Giocatrici cedute a stagione in corso |
| ------------------------------------- |

| N° | Naz.                  | Ruolo | Sportivo         | Anno | Alt. |  |
| -- | --------------------- | ----- | ---------------- | ---- | ---- |  |
|    | Jugoslavia (bandiera) | C     | Bojana Milošević | 1965 | 188  |  |

## Statistiche

### In campionato
| Giocatrice   | Gare | Punti | Minuti | Tiri da due | Tiri da due | Tiri da due | Tiri da tre | Tiri da tre | Tiri da tre | Tiri liberi | Tiri liberi | Tiri liberi | Rimbalzi | Rimbalzi | Palle | Palle | Assist | Val. |
| Giocatrice   | Gare | Punti | Minuti | R           | T           | %           | R           | T           | %           | R           | T           | %           | O        | D        | P     | R     | Assist | Val. |
| ------------ | ---- | ----- | ------ | ----------- | ----------- | ----------- | ----------- | ----------- | ----------- | ----------- | ----------- | ----------- | -------- | -------- | ----- | ----- | ------ | ---- |
| Tzekova      | 30   | 618   | 1120   | 209         | 360         | 58,1        | 20          | 56          | 35,7        | 140         | 192         | 72,9        | 82       | 231      | 103   | 62    | 19     | 670  |
| Rivellini    | 30   | 308   | 912    | 64          | 132         | 48,5        | 33          | 106         | 31,1        | 81          | 101         | 80,2        | 12       | 52       | 46    | 44    | 8      | 217  |
| Bonfiglio    | 29   | 283   | 845    | 88          | 204         | 43,1        | 5           | 19          | 26,3        | 92          | 111         | 82,9        | 22       | 42       | 47    | 50    | 7      | 208  |
| Skrastina    | 17   | 258   | 578    | 91          | 193         | 47,2        | 2           | 11          | 18,2        | 70          | 91          | 76,9        | 38       | 43       | 46    | 29    | 3      | 193  |
| Piatta       | 30   | 233   | 725    | 96          | 169         | 56,8        | 0           | 1           | 0,0         | 41          | 54          | 75,9        | 50       | 113      | 33    | 39    | 1      | 316  |
| Vinci        | 28   | 173   | 715    | 46          | 109         | 42,2        | 13          | 42          | 31,0        | 42          | 72          | 58,3        | 4        | 40       | 22    | 43    | 2      | 118  |
| Genualdo     | 24   | 95    | 435    | 28          | 55          | 50,9        | 0           | 1           | 0,0         | 39          | 51          | 76,5        | 4        | 10       | 17    | 18    | 0      | 70   |
| Cole         | 7    | 64    | 218    | 22          | 53          | 41,5        | 0           | 1           | 0,0         | 20          | 24          | 83,3        | 12       | 35       | 9     | 12    | 1      | 79   |
| Granieri     | 30   | 58    | 251    | 13          | 31          | 41,9        | 4           | 15          | 26,7        | 20          | 33          | 60,6        | 6        | 13       | 39    | 26    | 5      | 27   |
| Milosevic    | 3    | 22    | 55     | 10          | 15          | 66,7        | 0           | 1           | 0,0         | 2           | 4           | 50,0        | 4        | 6        | 3     | 3     | 0      | 24   |
| Rosati       | 25   | 8     | 86     | 2           | 18          | 11,1        | 0           | 4           | 0,0         | 4           | 10          | 40,0        | 1        | 1        | 5     | 4     | 0      | -17  |
| Ippoliti     | 16   | 5     | 32     | 2           | 4           | 50,0        | 0           | 0           |             | 1           | 2           | 50,0        | 0        | 0        | 2     | 1     | 0      | 1    |
| Quattrocchio | 25   | 4     | 28     | 1           | 5           | 20,0        | 0           | 0           |             | 2           | 2           | 100,0       | 2        | 0        | 0     | 1     | 0      | 3    |

### In Coppa Ronchetti
| Giocatrice           | Gare | Minuti | Tiri  | Tiri | Tiri da due | Tiri da due | Tiri da tre | Tiri da tre | Tiri liberi | Tiri liberi | Rimbalzi | Rimbalzi | Rimbalzi | Assist | Palle | Palle | Falli | Punti |    |
| Giocatrice           | Gare | Minuti | R/T   | %    | R/T         | %           | R/T         | %           | R/T         | %           | O        | D        | T        | Assist | P     | R     | Falli | Punti |    |
| -------------------- | ---- | ------ | ----- | ---- | ----------- | ----------- | ----------- | ----------- | ----------- | ----------- | -------- | -------- | -------- | ------ | ----- | ----- | ----- | ----- | -- |
| Tzekova, P.          | 2    | 79     | 11/28 | 39.3 | 10/20       | 50.0        | 1/8         | 12.5        | 8/12        | 66.7        | 3        | 12       | 15       | 1      | 4     | 2     | 0     | 7     | 31 |
| Rivellini, C.        | 2    | 54     | 5/22  | 22.7 | 5/14        | 35.7        | 0/8         | 0.0         | 10/12       | 83.3        | 1        | 3        | 4        | 0      | 3     | 1     | 0     | 8     | 20 |
| Bonfiglio, S.        | 2    | 69     | 6/18  | 33.3 | 5/14        | 35.7        | 1/4         | 25.0        | 5/6         | 83.3        | 0        | 6        | 6        | 1      | 3     | 3     | 0     | 7     | 18 |
| Genualdo, C.         | 2    | 47     | 7/9   | 77.8 | 7/9         | 77.8        | 0/0         | 0.0         | 2/4         | 50.0        | 0        | 2        | 2        | 0      | 2     | 0     | 0     | 8     | 16 |
| Cole, C.             | 2    | 56     | 6/12  | 50.0 | 6/12        | 50.0        | 0/0         | 0.0         | 2/4         | 50.0        | 7        | 16       | 23       | 1      | 6     | 5     | 0     | 5     | 14 |
| Vinci, S.            | 1    | 35     | 2/11  | 18.2 | 2/9         | 22.2        | 0/2         | 0.0         | 4/4         | 100.0       | 0        | 1        | 1        | 0      | 1     | 3     | 0     | 3     | 8  |
| Piatta, P.           | 2    | 31     | 3/4   | 75.0 | 3/4         | 75.0        | 0/0         | 0.0         | 2/2         | 100.0       | 2        | 5        | 7        | 0      | 1     | 0     | 0     | 4     | 8  |
| Granieri Fiorini, G. | 2    | 28     | 1/8   | 12.5 | 1/5         | 20.0        | 0/3         | 0.0         | 1/1         | 100.0       | 0        | 0        | 0        | 0      | 1     | 4     | 0     | 1     | 3  |
| Rosati, E.           | 1    | 1      | 0/0   | 0.0  | 0/0         | 0.0         | 0/0         | 0.0         | 0/0         | 0.0         | 1        | 0        | 1        | 0      | 0     | 0     | 0     | 0     | 0  |